# Estonia all'Eurovision Choir
L'Estonia ha partecipato all'Eurovision Choir of the Year nel 2017, insieme ad altre 8 nazioni aspiranti.
L'emittente televisiva estone ERR è responsabile per le partecipazioni alla competizione corale.
Si è ritirata a partire dal 2019.

## Partecipazioni
- Primo posto
- Secondo posto
- Terzo posto

| Anno                            | Coro                     | Lingua | Brano/i         | Posizione |
| ------------------------------- | ------------------------ | ------ | --------------- | --------- |
| 2017                            | Estonian TV Girls’ Choir | Estone | Absolute Tormis | NF        |
| Nessuna partecipazione nel 2019 |                          |        |                 |           |

## Direttori
Le persone che hanno condotto i cori durante la manifestazione:
- 2017: Aarne Saluveer